# Xerothamnella
Xerothamnella, maleni biljni rod iz porodice primogovki smješten u tribus Justicieae, dio potporodice Acanthoideae. Sastoji se od dvije endemične vrste iz australske države Queensland

## Opis
Grmlje ili bilje, s cistolitima; grane rebraste. Listovi sjedeći ili kratko peteljkasti. Cvatovi terminalnih grozdova od 2-6 ± sjedećih cvjetova u različitim stadijima razvoja u pazušcima brakteja; stabljika čvrsta; brakteje i brakteole nešto duže od čaške. Čaška duboko 5-režnjevita. Vjenčić s 2 usne; gornja usna najšira, 4 ili 2 režnja; donja usna 1- ili 3-režnjevita. Prašnici 2; prašnici 1- ili 2-lokularni. Ovarij s 2 ovula po lokulusu. Kapsula u obliku batine; sjemenke 2-4, diskaste, 

## Staništa
Raste u šumama s niskim sklerofilom; uglavnom Queensland, rijedak u Novom Južnom Walesu, zabilježen samo s krajnjeg sjeverozapada na Mt Poole.

## Vrste
1. Xerothamnella herbacea R.M.Barker
2. Xerothamnella parvifolia C.T.White